# Grădiștea (Brăila)
Grădiştea è un comune della Romania di 2 398 abitanti, ubicato nel distretto di Brăila, nella regione storica della Muntenia.
Il comune è formato dall'unione di tre villaggi: Grădiștea, Ibrianu, Maraloiu.
Grădiştea ha dato i natali allo scrittore e drammaturgo Fănuş Neagu (1932)